# Tito Livio de Madrazo
Pour les articles homonymes, voir Madrazo.
Tito Livio de Madrazo est un artiste peintre, affichiste, scénographe, illustrateur et caricaturiste espagnol né le 30 janvier 1899 à Madrid, mort en 1979 à Paris. Il est le petit-fils du peintre Federico de Madrazo.

## Biographie
Dès l'âge de six ans, Tito Livio fréquente l'atelier de son oncle, le peintre Ricardo de Madrazo (1852-1917) où il lui est offert de rencontrer entre autres artistes Ignacio Zuloaga (1870-1945) et Salvador Viniegra (1862-1915). Il est inscrit comme élève dans l'académie privée du peintre Gabriel Martínez i Altés (ca) en 1910 dans la ville de Barcelone d'où, après une participation avec des dessins au Salon du Rey en 1911, il est de retour à Madrid et entre pour une durée de cinq années à l'Académie royale des Beaux-Arts Saint-Ferdinand où ses principaux maîtres sont Julio Romero de Torres (1874-1930) et José Moreno Carbonero (es) (1860-1942)

Les grandes rencontres du jeune Tito Livio de Madrazo
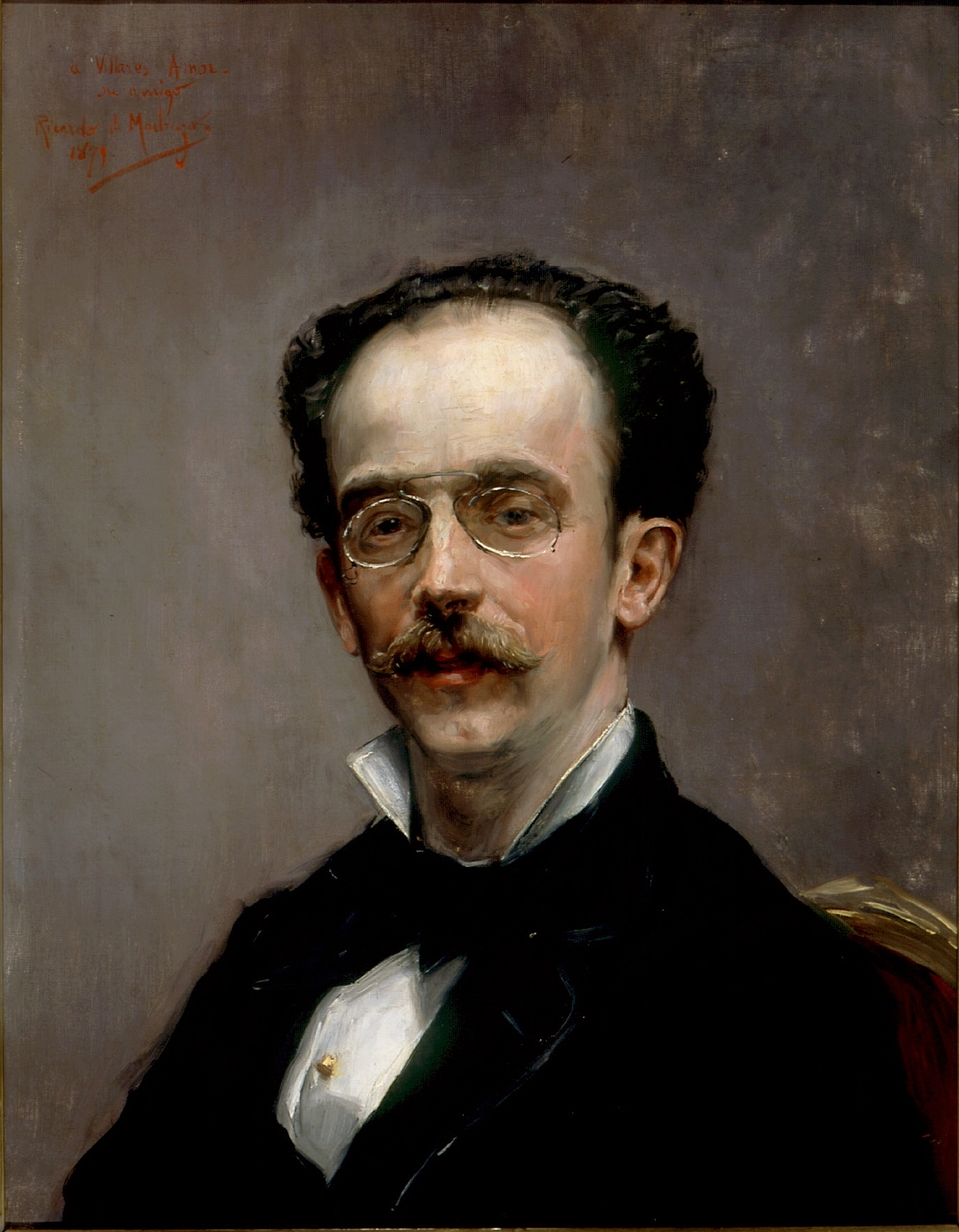
Ricardo de Madrazo
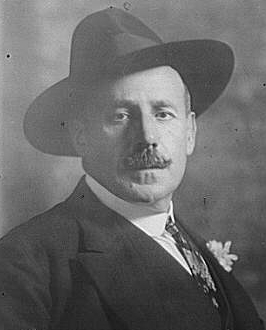
Ignacio Zuloaga
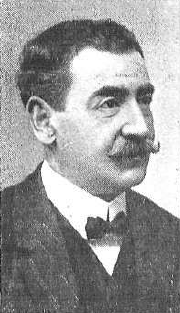
Salvador Viniegra
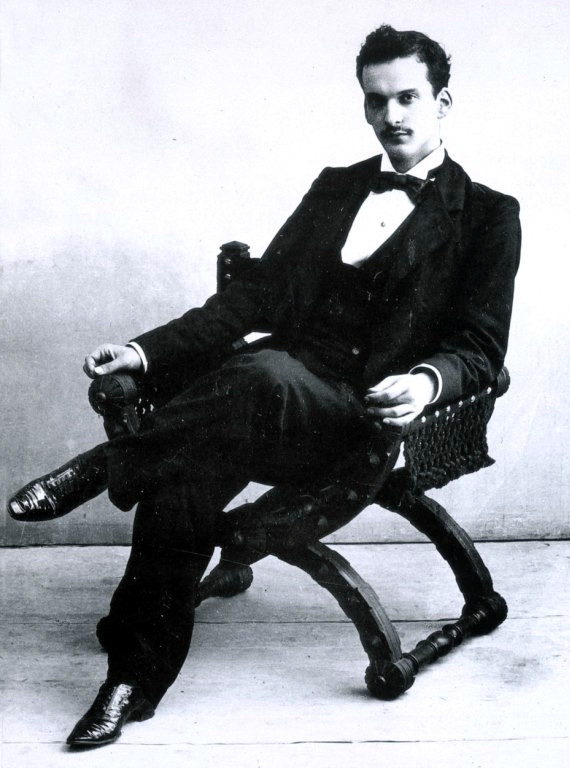
Julio Romero de Torres
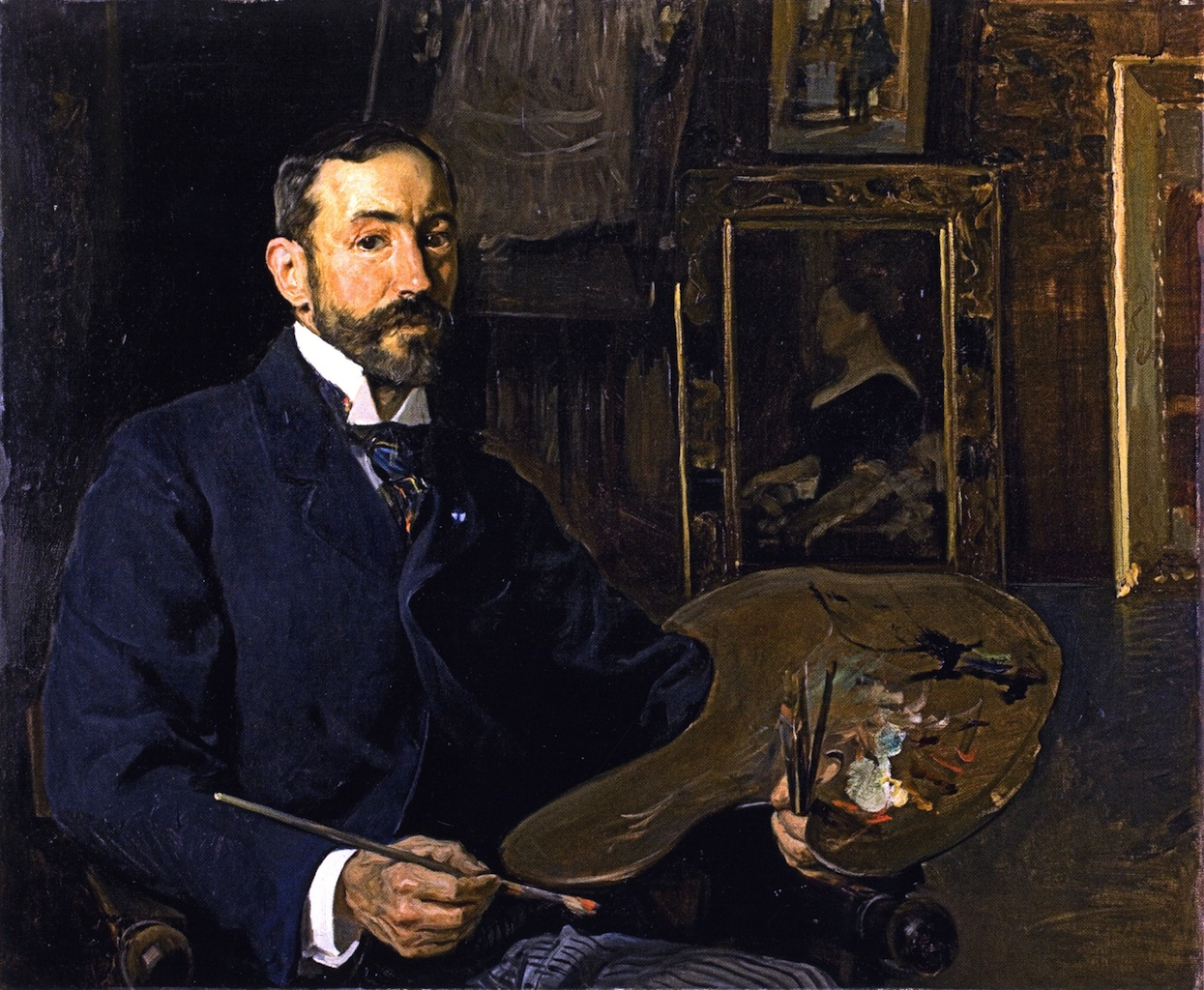
José Moreno Carbonero (es)

.
Il part à Paris en 1923 où il s'installe au 32, rue des Favorites (alors encore appelé passage des Favorites) avant de trouver un atelier au 47, rue de la Gaîté, dans le quartier du Montparnasse où il se liera d'amitié avec Ernest Hemingway, Amedeo Modigliani et Albert Camus. En 1925, il fonde avec Christian Dorcy et le sculpteur José de Creeft l'Association des artistes espagnols en France, « leur objectif étant de promouvoir l'art ibérique dans la capitale et d'aider leurs compatriotes à sa faire reconnaître sur le marché de l'art ».

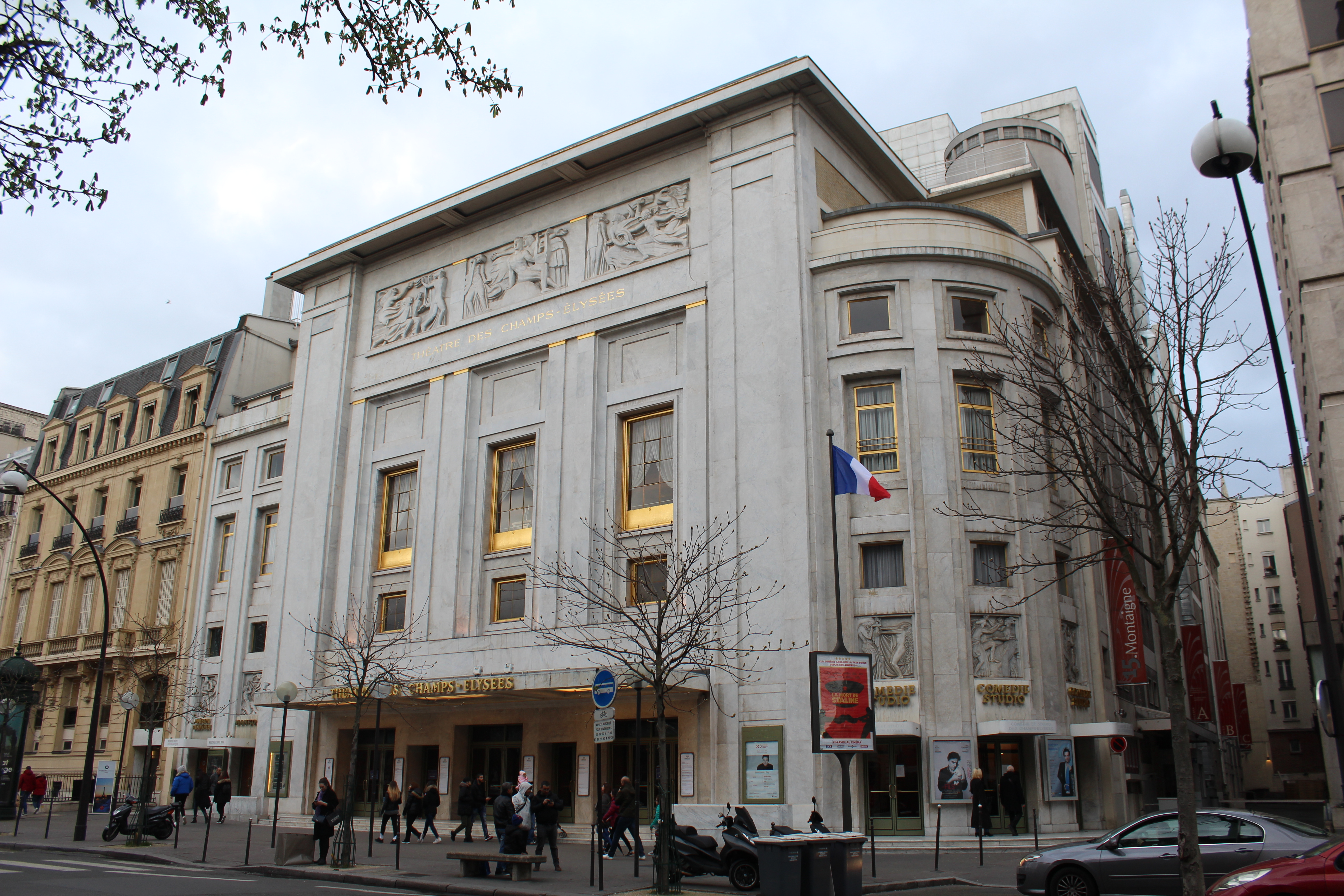
Théâtre des Champs-Élysées, Paris

S'il est affichiste en 1928, c'est à partir des années 1930 que Tito Livio de Madrazo est illustrateur pour différentes éditions musicales de couvertures de partitions comme en 1932 pour Palace Édition P'tit gars du Tour, marche officielle du Tour de France interprétée par l'accordéoniste Frédo Gardoni et le chanteur Jean Cyrano (disques Pathé) ou encore, plus tard chez l'éditeur Émile Lacroix, les Succès parisiens. Mais surtout, il entame dans les années 1930 une longue relation amoureuse avec la danseuse lettone Mira Cirul (en). Il conçoit pour elle en 1933 les décors d'un spectacle intitulé Délire, ballet de la sixième dimension sur une musique de Marius-François Gaillard, puis en 1934 l'affiche et les décors des Poèmes chorégraphiques qu'elle présente au Théâtre des Champs-Élysées à Paris. à propos desquels Raymond Cogniat observe : « Madrazo a prouvé qu'il avait un sens exact de l'ampleur scénique, des ressources de la lumière et de la couleur,, de la majesté des grands volumes et des éclairages audacieux. Avec des ressources et des procédés fort simples, il a atteint parfois à une réelle grandeur et même, dans certains cas, il a réussi à rendre au public des sujets qui sans lui eussent peut-être été trop abstraits pour créer une émotion profonde. C'est ainsi que Mila Cirul ayant eu l'audace téméraire de vouloir représenter un poème de Fernand Divoire intitulé La Tentation et qui évoque le double aspect conscient et inconscient du désir, Madrazo a su, pour une telle œuvre, créer, avec au centre du théâtre une lumière verdâtre, l'ambiance irréelle qui est mieux qu'un simple cadre et qui aide le spectateur dans sa compréhension de l'œuvre ».

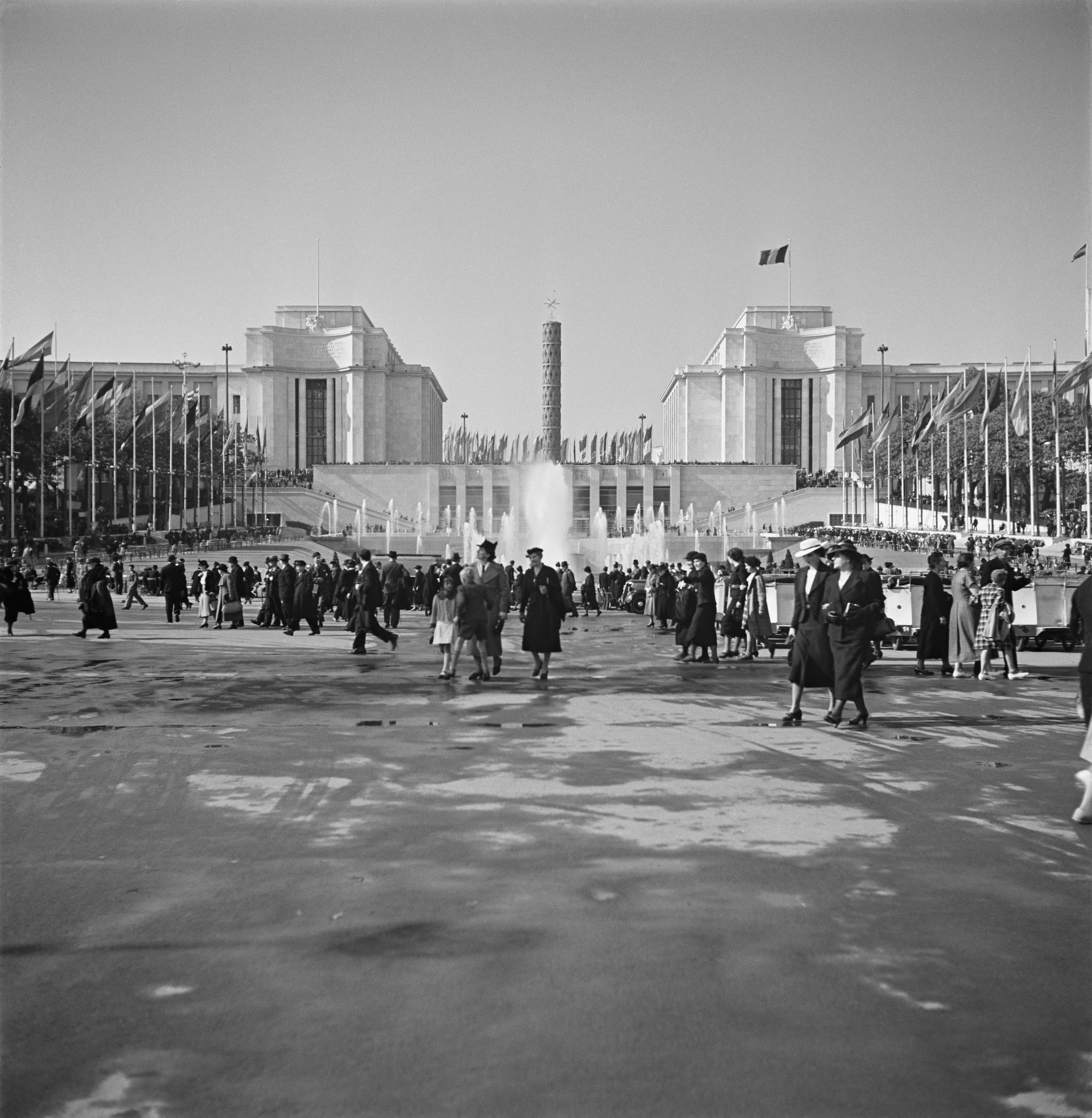
Exposition universelle de 1937, Paris

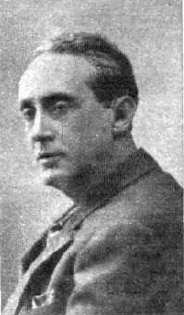
Benito Artigas Arpón

Lors de l'Exposition universelle de 1937, le gouvernement français lui confie l'installation et la décoration des salons dédiés à la promotion de l'Éducation nationale, lesquelles lui valent les félicitations du ministre Léo Lagrange.
Mobilisé en 1939-1940, il est sous l'Occupation allemande membre du Club artistique du 8e arrondissement de Paris, dont le siège est situé au 8, rue d'Anjou, y occupant la fonction de trésorier aux côtés de Georges Duhamel, président d'honneur, Christian Dorcy, président, le sculpteur Aldo Bartelletti, vice-président et Raymond de Cazeneuve, secrétaire général. Amanda Herold-Marme et Rubén Pérez Moreno s'accordent à relever la contradiction entre la publication de ses dessins dans le journal collaborationniste La Gerbe - à l'instar, souligne la première, d'Antoni Clavé et Carles Fontserè - et son appartenance au groupe de résistance mis en place par Raymond Losserand en région parisienne : selon Pérez Moreno, « les paradoxes des années d'occupation allemande se comprennent dans un contexte de peur, de persécution et de simple survie ». Après la Libération de Paris, Tito Livio de Madrazo rejoint l'armée pour combattre en Autriche d'où il revient avec le grade de sous-officier, ce qui, selon les archives en date du 30 avril 1946 de la Préfecture de police de Paris consultées au Pré-Saint-Gervais par Amanda Herold-Marme, contribue à le blanchir des suspicions d'espionnage pour le compte de la Gestapo nées essentiellement de sa présence dans des soirées mondaines organisées par Mira Cirul,.
En 1945 et 1946, il est journaliste - chroniqueur et caricaturiste antifranquiste - dans le journal España fondé et dirigé par Benito Artigas Arpón (es), édité à Perpignan. Certains de ses dessins seront repris dans deux hebdomadaires locaux, Le Travailleur catalan et Le Cri socialiste des Pyrénées orientales, avant d'être dans leur intégralité publiés par la ville de Mexico en 1949 avec une préface de l'avocat Mariano Granados Aguirre (es), alors exilé au Mexique.

## Œuvres

### Affiches
- Rivory, 1928
- Carlos Machado, 118,5x74,5cm, 1929.
- Saint-Clair and Day, 80x56cm, imprimerie Richier Laugier, Paris, 1930.
- Jacqueline Elsane, 19x72cm, imprimerie Richier Laugier, Paris, 1932[14].
- Mila Circus, 108,5x73,2cm, imprimerie E.I.R.P., Paris, 1933.
- Mira Cirul (en), affiche lithographique de la représentation au Théâtre des Champs-Élysées, Paris, 18 juin 1934[8].
- Paulette Mauve, 1936.
- Paul François, 120x80cm, imprimerie Richier Laugier, Paris, 1938.
- Pepito Vasquez, 117x76cm, imprimerie Richier Laugier, Paris, 1940[15].
- La vengeance du cowboy, version française de film de Nate Watt Hills of Old Wyoming (en) avec William Boyd, Gabby Hayes et Morris Ankrum, 1937, sortie à Paris en avril 1947[16].
- Esmeralda, 118x77cm, sans date.
- Ruby et Sagan, 120x78cm, imprimerie Richier Laugier, Paris, sans date.

### Illustrations
- Pierre-Jean Launay, Fausses notes, deux images de Tito Livio de Madrazo en hors-texte, 200 exemplaires numérotés, collection « Échantillons », éditions G.L.M., Paris, 1934.
- Franco visto por Madrazo, caricatures antifranquistes, Editorial Intercontinental Ciudad de Mexico, 1949.
- Romulo Gallegos, Canaïma, Club bibliophile de France, 1960.
- Louis Gratias, Fumées de Seine, 465 exemplaires numérotés, éditions L'Arche du Temps, 1960.
- Louis Gratias, Hasards de Paris, éditions L'Arche du Temps, 1977.
- Denis Granai, Jacqueline Elsane, une vie de roman… Du music-hall au cirque, affiche Jacqueline Elsane par Tito livio de Madrazo en couverture, Les éditions de Matignon, 2012.

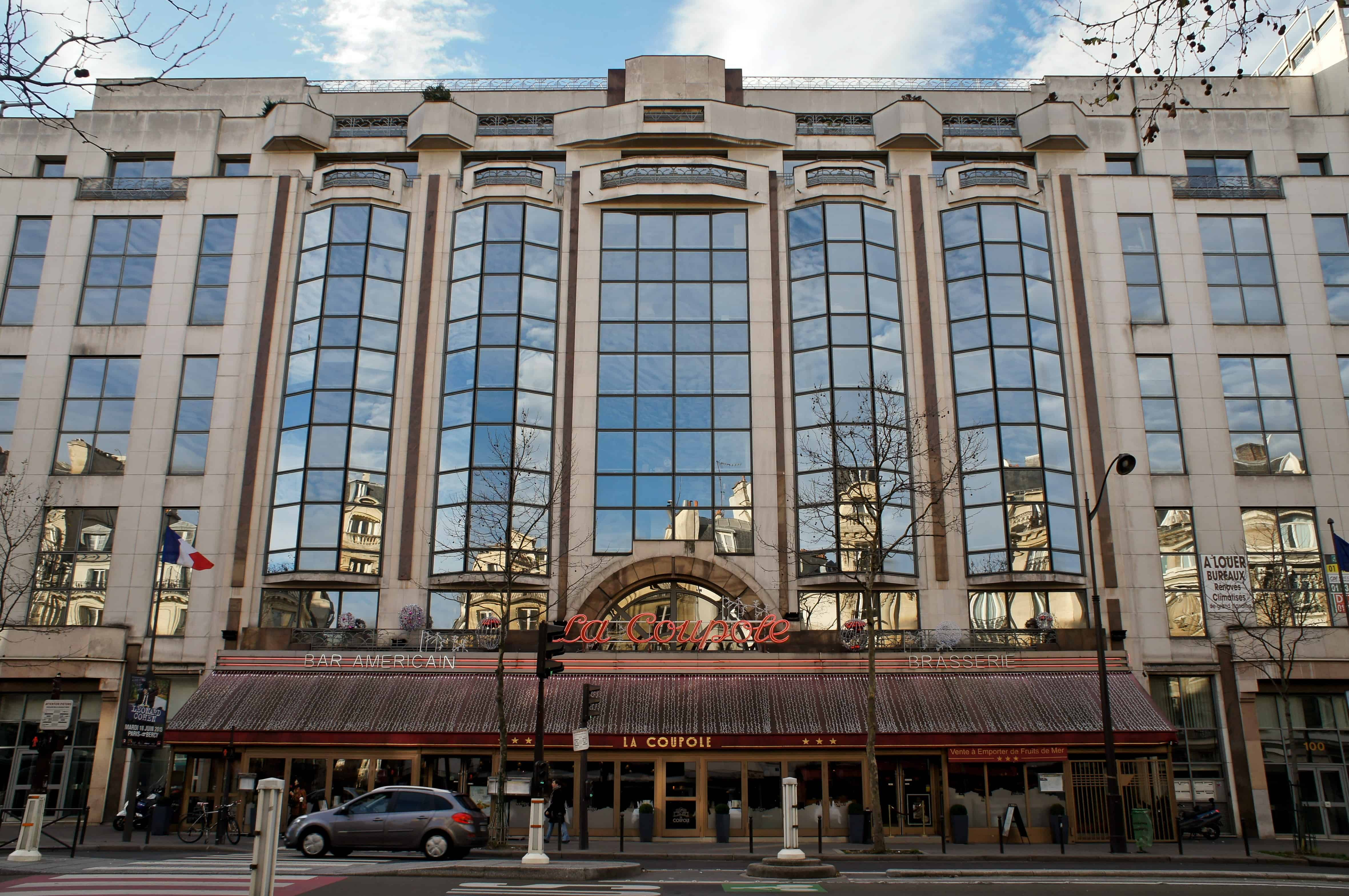
La Coupole, Paris, 1951

## Expositions collectives

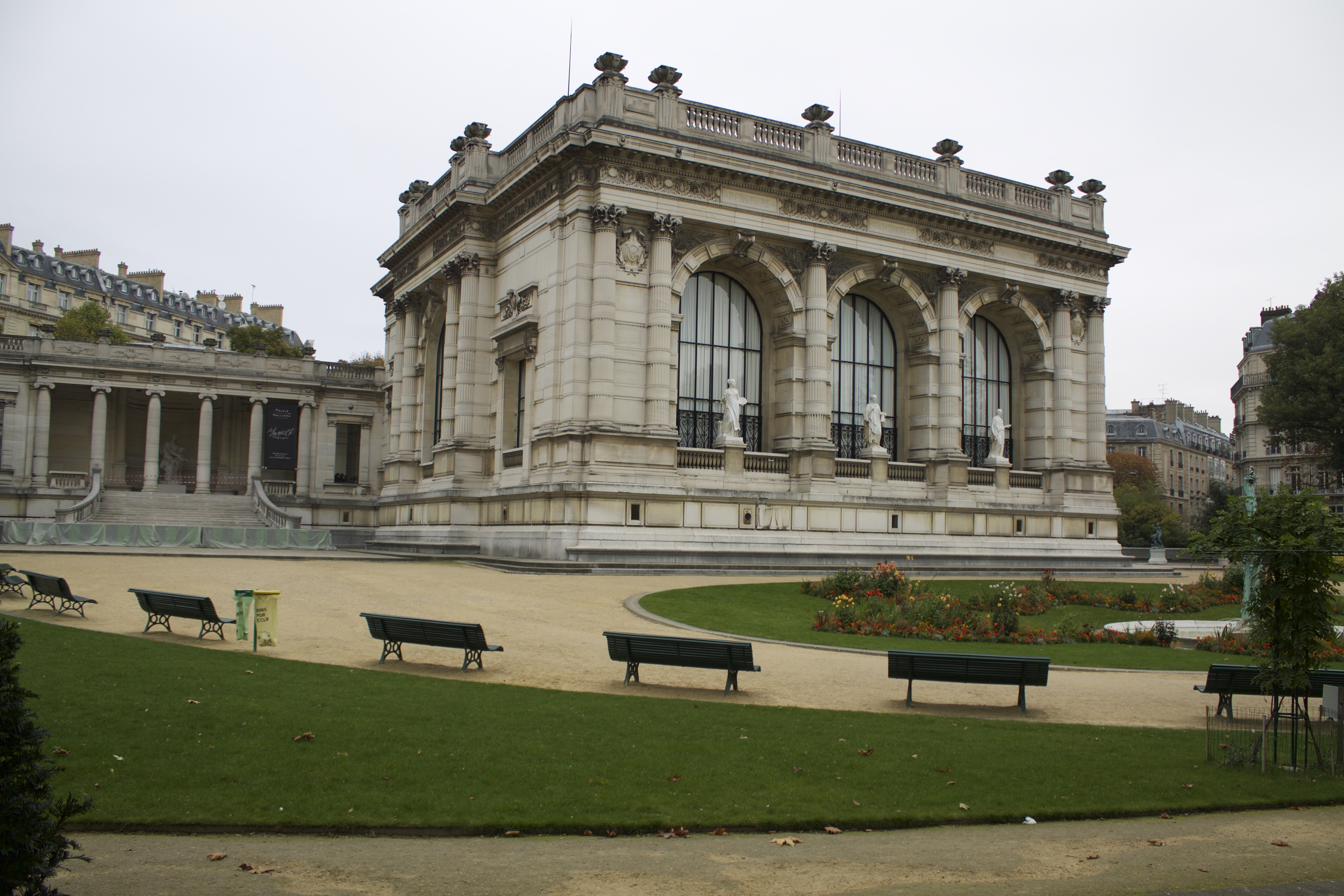
Musée Galliera, Paris, 1968

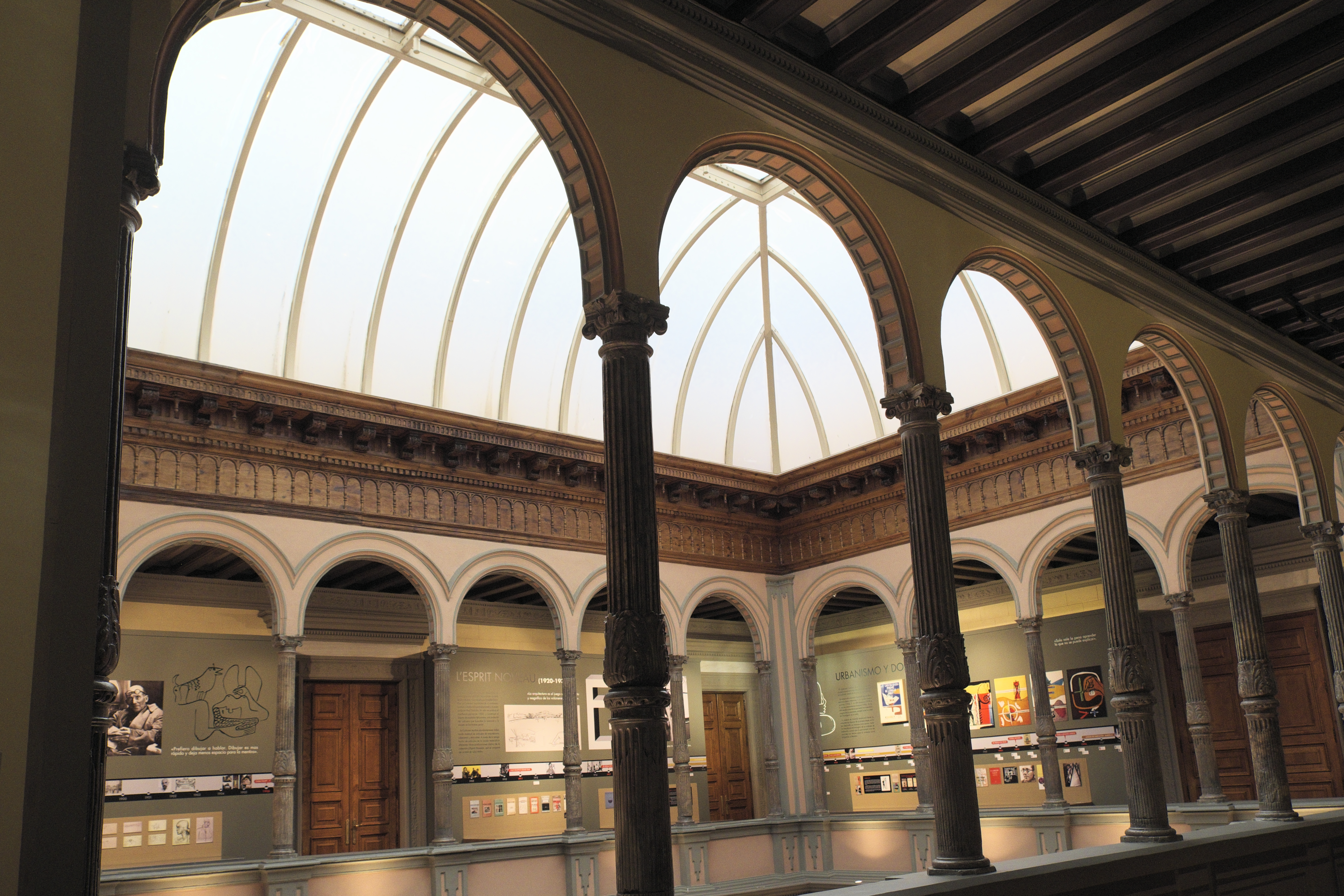
Palais de Sástago, Saragosse, 2025

- Cercle artistique royal (es), Barcelone, 1919, 1920[3].
- 4e exposition du Club artistique du 8e arrondissement - Aldo Bartelletty (sculptures), Tito Livio de Madrazo, Henri Therme (peintures), Galerie Synthèse, 77, boulevard du Montparnasse, Paris, juin 1941[17].
- 5e exposition du Club artistique du 8e arrondissement - Aldo Bartelletti, Robert Delandre (sculptures), Artür Harfaux (dessins), Miloud Boukerche, Jean-Francis Laglenne, Titus Livio de Madrazo (peintures), Théâtre de l'Étoile, Paris, juillet 1941[18].
- Aldo Bartelletti (sculptures), Tito Livio de Madrazo, Henri Therme (peintures), salon Greco, 38, rue du Mont-Thabor, Paris, juillet 1942[3].
- Des peintres et sculpteurs espagnols - José Clavero, Antoni Garcia i Lamolla, Eleuterio Blasco Ferrer (es), Miguel Tusquellas, Tito Livio de Madrazo (tableau exposé : Exode, 1944), Akademia Raymond Duncan, 31, rue de Seine, Paris, juillet 1949[19],[20],[21],[4].
- Œuvres de l'Association des artistes et des intellectuels espagnols en France - Eleuterio Blasco Ferrer, Fabián de Castro (es), Juan Gris, Alexis Hinsberger, Tito Livio de Madrazo, Galerie La Boétie, Paris, février 1951[22].
- 2e exposition de peinture et de sculpture espagnole - Association des artistes et intellectuels espagnols en France - Vicente Cristellys, José Garcia Tella, Miguel Hernandez, Tito Livio de Madrazo, Daniel Sabater y Salabert… (peintures), Eleuterio Blasco Ferrer, José Clavero… (sculptures), La Coupole, 102, boulevard du Montparnasse, Paris, juillet 1951[3].,
- Salon de l'art libre - Francisco Arias Álvarez (es), Josep Coll i Bardolet (es), Pedro Flores García, Fran-Baro, José Lamuño García, Tito Livio de Madrazo, Juan Ramírez, José Luis Rey Vila, Jorge Soteras…, Musée d'art moderne de la ville de Paris, 1966[23].
- Première biennale d'art contemporain espagnol, Musée Galliera, Paris, mars 1968[24].
- Diseño y arte del siglo XX, palais de Sástago (es), Saragosse, mars-juin 2025.

## Réception critique
- « Le tableau Exode de Tito Livio de Madrazo est un pandémonium de planches, pieds, yeux et objets indéterminés qui marchent en fouillis, poussé par une avalanche de feux… Si Gouvernement républicain en exil il y a, il peut légiférer, festoyer et sermonner tout ce qu'il veut mais il serait impardonnable s'il n'acquiert pas ce tableau afin d'accorder ce qu'il se doit à un réfugié. » - Juan Ferrer (es)[20],[4]
- « Tito Livio de Madrazo a apporté un style personnel immédiatement identifiable, en particulier dans le cas des danseurs et des spectacles de danse où il allonge ses personnages dans des rubans virtuels et des élastiques, créant un mouvement tourbillonnant à partir de contorsions inhabituelles. Il recourt à de larges courbes, à des formes synthétiques et stylisées, réalisant, non sans certaines libertés graphiques, le mouvement d'une forme singulière, très expressive et dynamique, comme dans le cas de Jacqueline Elsane. Les traits de la figure sont sobres, audacieux… Le modèle, dans l'affiche et dans le dessin, ne l'est pas seulement dans son apparence extérieure, mais Madrazo parvient à percevoir les traits incisifs du personnage avec une sobriété extrême, exprimant même le mouvement, les vibrations. Son dessin est parfois presque sonore, audacieux, sans aucune froideur, pratiquant allègrement un effort de synthèse où rien n'est artificiel ou ennuyeux. » - Rubén Pérez Moreno, docteur en histoire de l'art[3]

## Collections publiques

### Espagne
- Musée national centre d'art Reina Sofía, Madrid[25] :
  - Franco visto por Madrazo, recueil de caricatures 25,2x16,5cm, 1946 ;
  - Tristesse espagnole, huile sur toile 61x46cm, 1951.

### France
- Sous-préfecture de Grasse, Vierge, gouache 35x25cm, 1951 (dépôt du Centre national des arts plastiques)[26].
- Département des estampes et de la photographie de la Bibliothèque nationale de France, Paris[8].
- Musée d'art moderne de la ville de Paris, Préhistoire, gouache et encre, 1962[27].

### Irak
- Ambassade de France à Bagdad, Réminiscence, aquarelle 32x24cm, 1932 (dépôt du Centre national des arts plastiques)[28].

### Mexique
- Musée iconographique Don Quichotte (es), Guanajuato, El enderezador de entuerdos, huile sur toile 98x71cm[29].
- Bibliothèque Daniel Cosío Villegas (es), El Colegio de México, Mexico, Franco visto por Madrazo, recueil de caricatures 25,2x16,5cm, 1946.

### Suisse
- Collection d'affiches (de) de l'École de design de Bâle, Münchenstein, Pepito Vasquez, affiche lithographique 117x76cm, 1940[15].

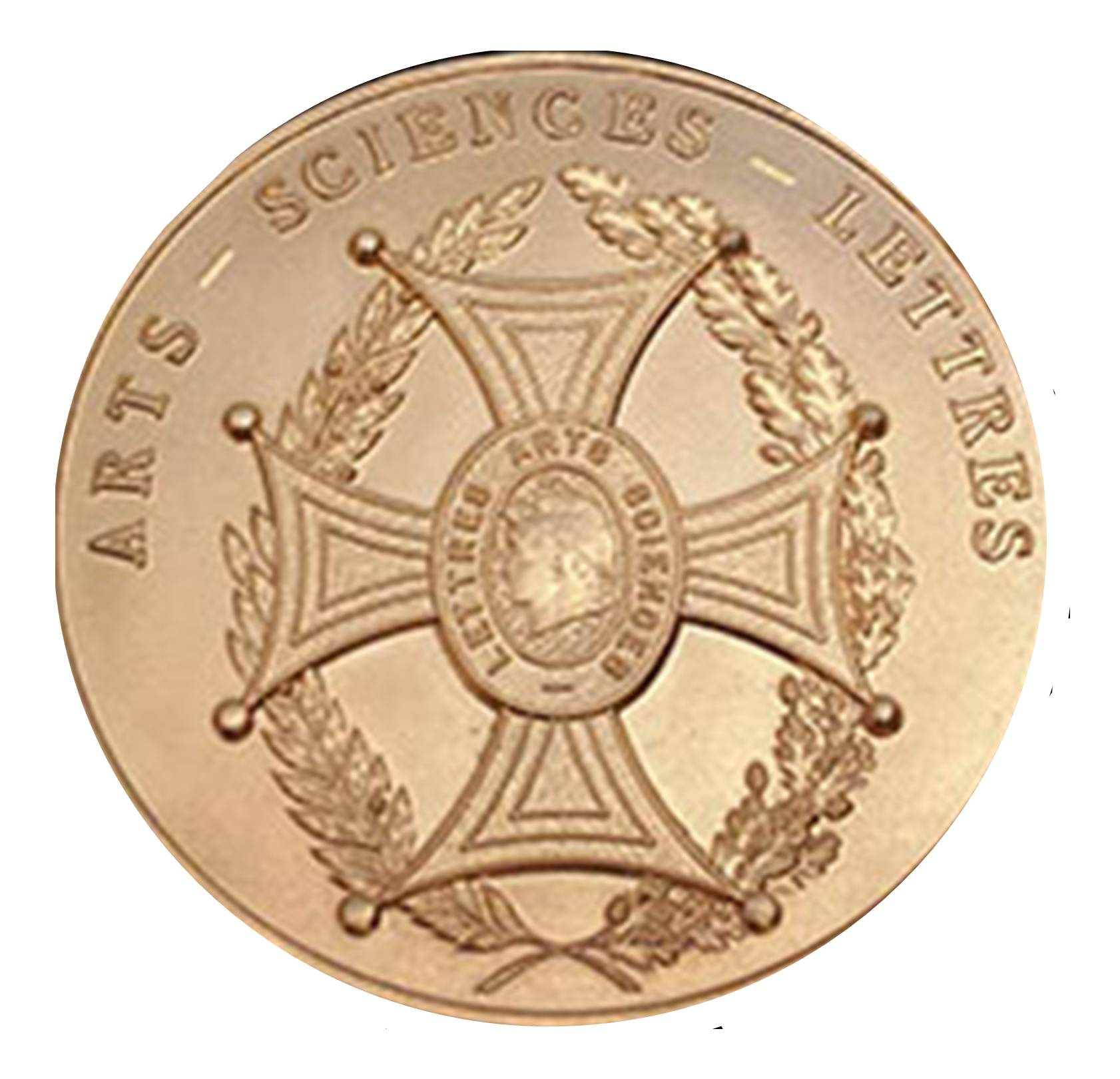

## Distinctions
- Médaille d'honneur du Conseil général de la Seine, 1963[3].
- Médaille d'or du Génie français[3].
- Médaille d'or de la Société Arts-Sciences-Lettres, 1966[3].